# 8897 Defelice
8897 Defelice (1995 SX) là một tiểu hành tinh vành đai chính được phát hiện ngày 22 tháng 9 năm 1995 bởi Stroncone ở Stroncone.